# Discographie d'Eddy de Pretto
La discographie d'Eddy de Pretto, rappeur et auteur-compositeur français comprend l'ensemble de ses enregistrements.

## Album
| Titre                                                              | Détails de l'album                                           | Meilleure position | Meilleure position | Meilleure position | Ventes                     | Certifications       |
| Titre                                                              | Détails de l'album                                           | Belgique WA        | France             | Suisse             | Ventes                     | Certifications       |
| ------------------------------------------------------------------ | ------------------------------------------------------------ | ------------------ | ------------------ | ------------------ | -------------------------- | -------------------- |
| Cure                                                               | - Sortie : 2018 - Label : Initial Artist Services, Universal | 4                  | 1                  | 6                  | 300 000 équivalent ventes* | France : 3 × Platine |
| À tous les bâtards                                                 | - Sortie : 2021 - Label : Initial Artist Services, Universal | —                  | —                  | —                  | 100 000 équivalent ventes* | France : Platine     |
| Crash Cœur                                                         | - Sortie : 2023 - Label : Initial Artist Services, Universal | —                  | —                  | —                  |                            |                      |
| « — » indique que le titre n'est pas sorti ou classé dans le pays. |                                                              |                    |                    |                    |                            |                      |

## Singles
| Titre                                                              | Année | Meilleure position | Meilleure position | Meilleure position | Certifications   | Album              |
| Titre                                                              | Année | Belgique WA        | France             | Suisse             | Certifications   | Album              |
| ------------------------------------------------------------------ | ----- | ------------------ | ------------------ | ------------------ | ---------------- | ------------------ |
| Fête de trop                                                       | 2017  | 20                 | 13                 | —                  | France : Platine | Cure               |
| Kid                                                                | 2017  | —                  | 3                  | —                  | France : Platine | Cure               |
| Beaulieue                                                          | 2017  | —                  | 195                | —                  |                  | Cure               |
| Random                                                             | 2018  | 8                  | 65                 | —                  | France : Platine | Cure               |
| Ego                                                                | 2018  | —                  | 172                | —                  |                  | Cure               |
| Normal                                                             | 2018  | 7                  | 72                 | —                  | France : Or      | Cure               |
| Grave                                                              | 2018  | 150                | —                  |                    |                  | Cure               |
| Bateaux-mouches                                                    | 2021  | 9                  | 87                 | —                  | France : Or      | À tous les bâtards |
| LOVE'n'TENDRESSE                                                   | 2023  | —                  | —                  | —                  | France : Or      | Crash Cœur         |
| « — » indique que le titre n'est pas sorti ou classé dans le pays. |       |                    |                    |                    |                  |                    |

### Autre chansons classées
| Titre                                                              | Année | Meilleure position | Meilleure position | Meilleure position | Certifications | Album |
| Titre                                                              | Année | Belgique WA        | France             | Suisse             | Certifications | Album |
| ------------------------------------------------------------------ | ----- | ------------------ | ------------------ | ------------------ | -------------- | ----- |
| Quartier des lunes                                                 | 2018  | —                  | 188                | —                  | France : Or    | Cure  |
| Mamere                                                             | 2018  | —                  | 97                 | —                  |                | Cure  |
| « — » indique que le titre n'est pas sorti ou classé dans le pays. |       |                    |                    |                    |                |       |

## Reprises
- 2017 : Je suis pas fou de Jul[6]
- 2017 : Du bout des lèvres de Barbara[7]
- 2018 : Comme un boomerang de Serge Gainsbourg (en duo avec Julien Doré)[8]